# Țeline, Sibiu
Țeline, mai demult Țelina, (în dialectul săsesc Wosslenk, în germană Wossling, în maghiară Pusztacelina) este un sat în comuna Brădeni din județul Sibiu, Transilvania, România.

## Istoric
Printr-un document emis în anul 1575 de principele Transilvaniei, Ștefan Báthory, acesta a donat pia intentioni inducti, pentru susținerea săracilor și leproșilor din hospitalele Sfântului Spirit și Sfântului Antoniu, din Sighișoara, moșia Wossling (Țeline, jud Sibiu), cu toate veniturile sale.  Terenul de 3979 iugăre consta din pășuni și bălți. 
Suprafețele de pământ care nu erau supuse impozitării au fost folosite în comun de satele libere, în baza unui contract. Un câmp liber, numit Wossling, de pe teritoriul scaunului Sighișoara a fost folosit în comun de locuitorii satelor Șaeș, Apold și Daia, alături de cei din Brădeni, Netuș și Noiștat. 
Localitatea a avut din totdeanuna o populație predominant românească cu o minoritate maghiară semnificativă 

## Personalități
- László Lőrinczi (1919-2011), poet, jurnalist și traducător maghiar din România

## Galerie imagini

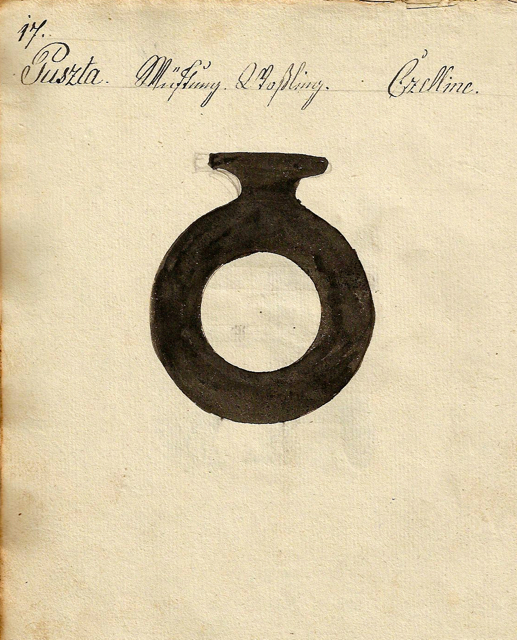
1826 - Danga pentru vitele din Ţeline